# بيل غرانت
بيل غرانت (بالإنجليزية: Bill Grant)‏ هو سياسي بريطاني، ولد في 14 أغسطس 1951 في غلاسكو في المملكة المتحدة. نشط حزبياً في حزب المحافظين. في الانتخابات التشريعية البريطانية 2017، انتخب عضو برلمان المملكة المتحدة الـ57 عن دائرة أير، كارريك وكومنوك وقد انضم خلال فترته النيابية ‏ (8 يونيو 2017 – ) للكتلة البرلمانية حزب المحافظين.